# 湯神社
湯神社（ゆじんじゃ）は、愛媛県松山市冠山にある神社。式内社で、旧社格は県社。神紋は「亀甲に花菱」。
相殿に式内社の出雲崗神社（いずものおかじんじゃ）を祀る。別称として、「湯月大明神」、4柱の神を祀るため「四社大明神」、伊佐爾波神社の西にあるため「西宮」とも呼ばれる。

## 概要
松山市市街地の東部、道後温泉近くの冠山山頂に鎮座する。
社名は道後温泉によるもので、古くは道後温泉の起源地である鷺谷（現 松山市道後鷺谷町）に鎮座していた。

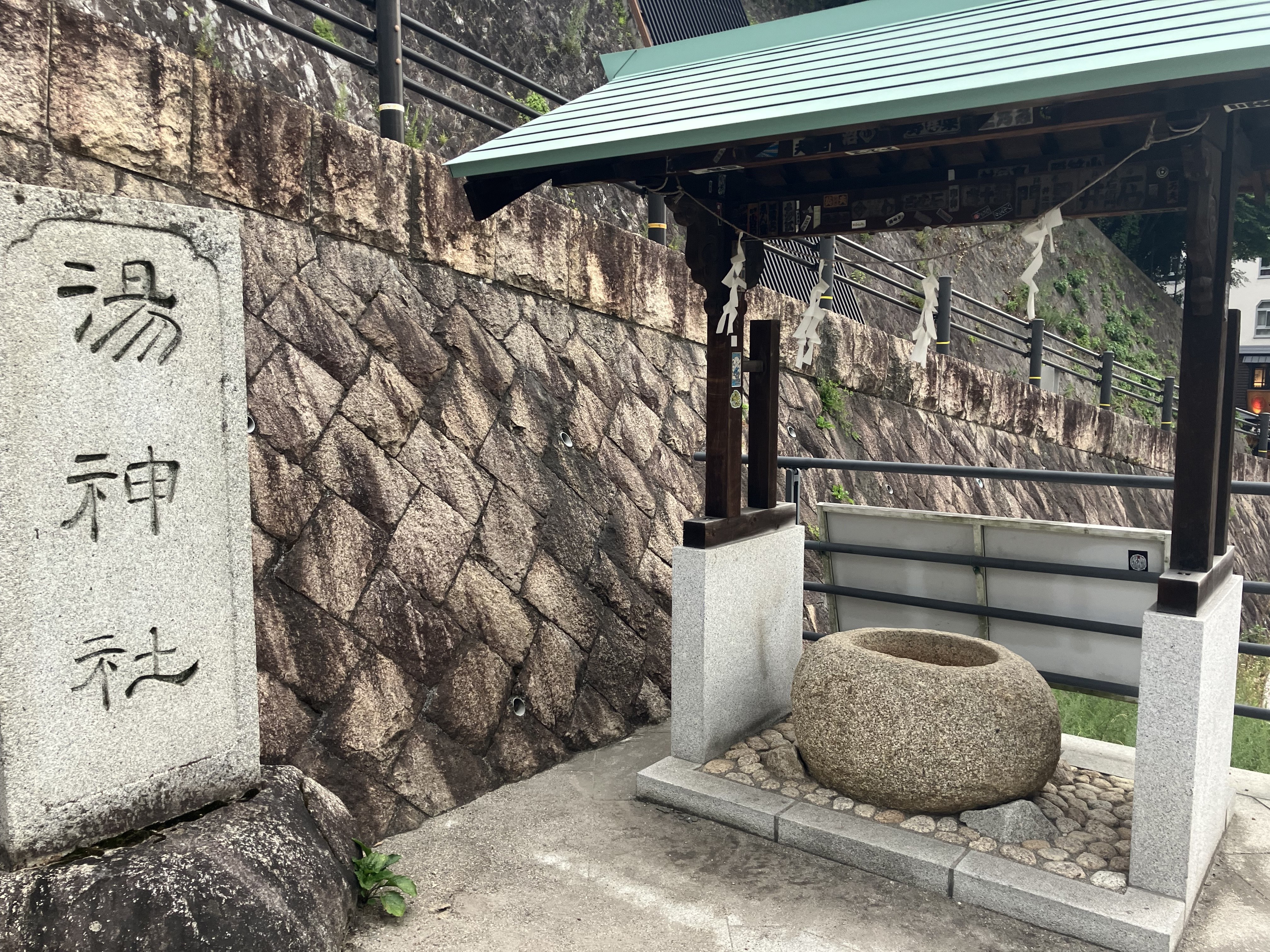
道後温泉の湯神社（2025年7月）

## 祭神
主祭神
- 大己貴命（おおなむちのみこと） - 大国主命の異称。
- 少彦名命（すくなびこなのみこと）
『伊予国風土記』逸文には、この2神の道後温泉に関する伝承が記載されている（「道後温泉#歴史」参照）。

相殿神（出雲崗神社祭神）
- 素盞嗚命（すさのおのみこと）
- 稻田姫命（くしなだひめのみこと）

## 歴史
湯神社は、景行天皇が皇后・八坂入姫命とともに当地に行幸した際、道後温泉の守護神として、鷺谷の大禅寺の前に創建されたと伝えられる。鷺谷は、鷺が痛めた足を温泉に浸して治療していたとされる場所で、道後温泉発見の起源地である。また、鷺は道後温泉のシンボルにもなっている。舒明天皇の行幸に際し、社殿が新築された。
また、現社地の冠山（出雲崗）には出雲崗神社が鎮座していた。孝霊天皇の創建で、素盞嗚尊・稲田姫命・大山積命・茅野姫命の四柱の神を祀り、四所大明神とも称していた。
『延喜式神名帳』には、湯神社は「伊予国温泉郡 湯神社」、出雲崗神社は「伊予国温泉郡 出雲崗神社」として記載され、ともに式内社に列している。
大永年間、地震で温泉が埋没し、湯神社の社殿も大破した。そのため、河野通直により湯神社は出雲崗神社に合祀され、湯月大明神、四社大明神などと称された。
元禄年間、社号を湯神社・出雲崗神社に復した。
宝永4年（1707年）、地震により出湯が停止した際、湯神社で出湯の祈祷が行われ、再び現在のように温泉が出たという。宝永5年（1708年）、湯神社はその功により、相殿から境内別社となった。
明治4年（1871年）、湯神社に出雲崗神社を合祀する現在の形式となった。参道前の社号碑は、出雲大社の第82代出雲国造千家尊統の書である（伊佐爾波神社も同じ）。

## 摂末社
- 三穂社

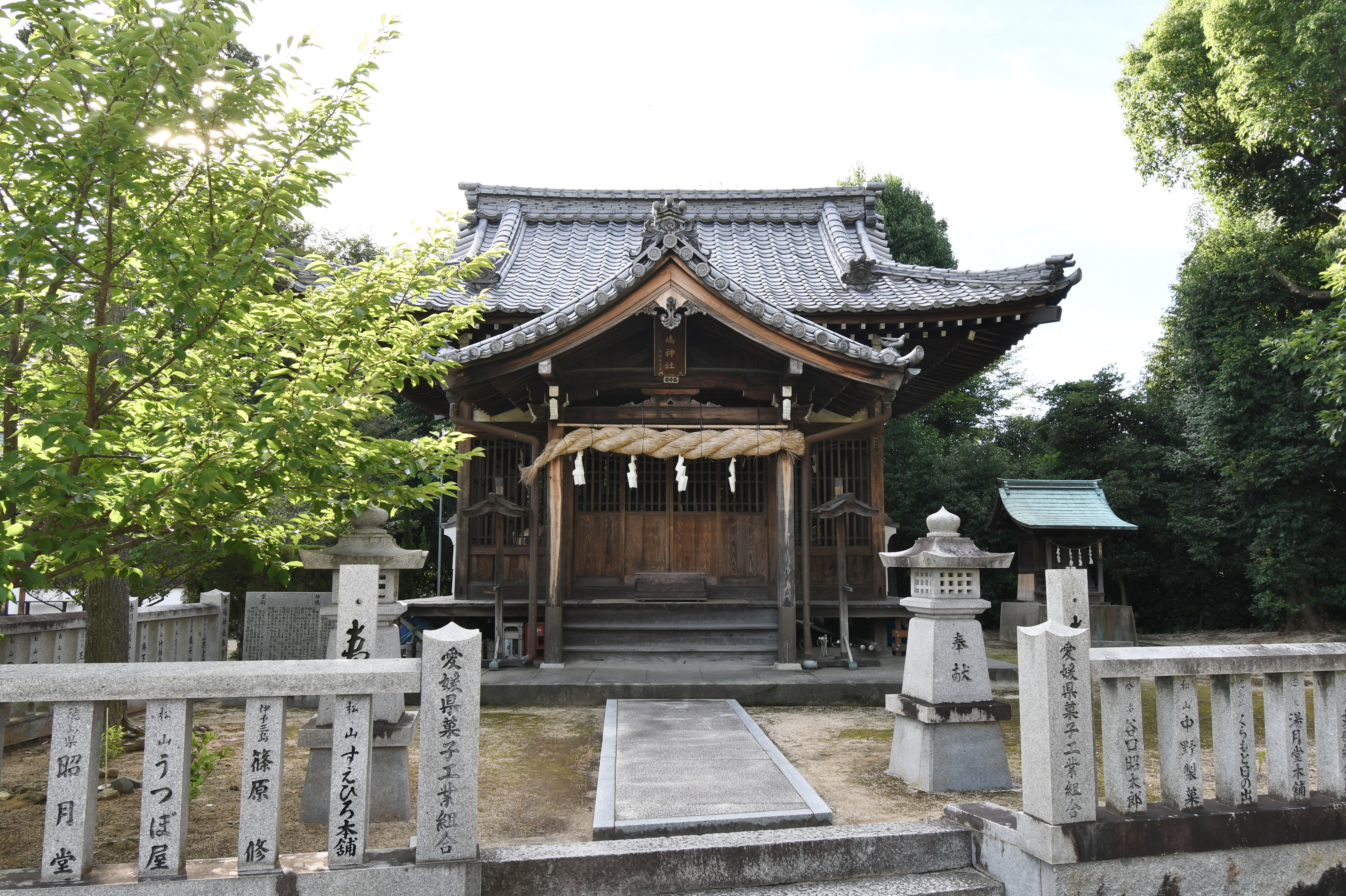
中嶋神社

  - 祭神：事代主命（ことしろぬしのみこと）、蛭兒命（ひるこのみこと）
- 八幡若宮社
  - 祭神：大鷦鷯尊（おおさざきのみこと、仁徳天皇）
- 児守社
  - 祭神：神大市姫命（かむおおいちひめ）、鎭疫神、河野通広

古くは松山城東麓にあったが、松山城築城の際に湯神社の末社・河野霊神に合祀された。河野霊神は時宗の開祖一遍 が父・河野通広を祀るために建立したもの。遊行上人が巡教した際には必ず参拝を行い、その都度領主は社殿を造営整備したとされる。鎮疫神は、安政6年に悪病流行につき鎮疫のために勧請された。
- 中嶋神社
  - 祭神：田道間守命（たじまもりのみこと）

昭和32年（1957年）3月、四国四県の製菓業者によって、兵庫県豊岡市にある、製菓・柑橘の祖神である中嶋神社の御分霊を迎えて、四国分社として創建された。

## 現地情報
所在地
- 愛媛県松山市道後湯之町4-10

交通アクセス
- 鉄道：伊予鉄道城南線（市内電車） 道後温泉駅（徒歩4分）

周辺
- 道後温泉
  - 道後温泉本館
  - 椿の湯
  - 放生園 - からくり時計・足湯などのある小公園。
  - 道後商店街
- 道後公園（湯築城跡）
- 松山市立子規記念博物館
- 伊佐爾波神社
- 松山神社
- 石手寺 - 四国霊場第五十一番札所。
- 宝厳寺 - 時宗開祖の一遍上人誕生地。
- 常信寺